# جون هولمز (سياسي أمريكي)
جون هولمز (بالإنجليزية: John Holmes)‏ هو محامي وسياسي أمريكي، ولد في 14 مارس 1773 في كينغستون في الولايات المتحدة، وتوفي في 7 يوليو 1843 في بورتلاند في الولايات المتحدة. حزبياً، نشط في الحزب الجمهوري الديمقراطي. وقد انتخب عضو مجلس نواب مين وانتخب عضو مجلس النواب الأمريكي وانتخب عضو مجلس الشيوخ الأمريكي.